# Skład wolnocłowy
Skład wolnocłowy, skład celny – miejsce pod dozorem celnym, zatwierdzone przez organy celne, gdzie ma miejsce składowanie towarów nieunijnych (spoza Unii Europejskiej). Składowania celne stanowi procedurę celną uregulowaną w unijnym kodeksie celnym. Skład wolnocłowy przyrównuje się do wolnego obszaru celnego, który jest wydzielonym (ogrodzonym) terenem w obszarze celnym, natomiast skład jest wydzielonym pomieszczeniem, w którym dokonuje się w zasadzie tych samych czynności.
Wyróżnia się składy celne publiczne i prywatne. Publiczny skład celny umożliwia składowanie celne towarów przez każdą osobę, a prywatny skład celny przez posiadacza pozwolenia na składowanie celne.
- towarów niewspólnotowych, które w czasie tego składowania nie podlegają należnościom celnym przywozowym ani środkom polityki handlowej;
- towarów wspólnotowych, którym odrębne przepisy wspólnotowe dają możliwość korzystania, w związku z ich umieszczeniem w składzie celnym, ze środków zwykle stosowanych przy wywozie tego rodzaju towarów.

## Składy wolnocłowe w Polsce
| Gmina (miasto)           | Lokalizacja                           | Powierzchnia [m²] | Rok ustanowienia | Zarządzający składem                                                    |
| ------------------------ | ------------------------------------- | ----------------- | ---------------- | ----------------------------------------------------------------------- |
| Bydgoszcz                | port lotniczy Bydgoszcz-Szwederowo    | 949,50            | 2013             | Port Lotniczy Bydgoszcz SA                                              |
| Gdańsk                   | Port Lotniczy Gdańsk im. Lecha Wałęsy | 13 535,00         | 1999             | Port Lotniczy Gdańsk Sp. z o.o.                                         |
| Goleniów (gmina)         | port lotniczy Szczecin-Goleniów       | 1416,30           | 2013             | Port Lotniczy Szczecin-Goleniów Sp. z o.o.                              |
| Łódź                     | port lotniczy Łódź-Lublinek           | 2704,08           | 2008             | Port Lotniczy Łódź im. Władysława Reymonta Sp. z o.o.                   |
| Ożarowice (gmina)        | port lotniczy Katowice-Pyrzowice      | 7643,10           | 1999             | Górnośląskie Towarzystwo Lotnicze SA                                    |
| Poznań                   | port lotniczy Poznań-Ławica           | 6297,85           | 2009             | Port Lotniczy Poznań-Ławica Sp. z o.o.                                  |
| Radom                    | port lotniczy Radom-Sadków            | 872,00            | 2015             | samorząd Radomia                                                        |
| Szczytno (gmina wiejska) | port lotniczy Olsztyn-Mazury          | 82,70             | 2016             | województwo warmińsko-mazurskie                                         |
| Świdnik                  | port lotniczy Lublin                  | 218,87            | 2012             | Port Lotniczy Lublin SA                                                 |
| Trzebownisko (gmina)     | port lotniczy Rzeszów-Jasionka        | 3533,58           | 2011             | Port Lotniczy „Rzeszów-Jasionka” Sp. z o.o.                             |
| Wrocław                  | port lotniczy Wrocław-Strachowice     | 7695,60           | 2000             | Port Lotniczy Wrocław SA                                                |
| Zabierzów (gmina)        | port lotniczy Kraków-Balice           | 2994,84           | 2001             | Międzynarodowy Port Lotniczy im. Jana Pawła II Kraków-Balice Sp. z o.o. |